# Ronderosia gracilis
Ronderosia gracilis är en insektsart som först beskrevs av Bruner, L. 1911.  Ronderosia gracilis ingår i släktet Ronderosia och familjen gräshoppor. Inga underarter finns listade i Catalogue of Life.